# Johann Jakob Rabus
Johann Jakob Rabus (auch Jacob Rabus; * um 1545 in Straßburg; † zwischen 1584 und 1587) war ein deutscher Kontroverstheologe.

## Leben
Rabus war Sohn des evangelischen Theologen und Geistlichen Ludwig Rabus. Er erhielt seine erste Schulbildung am Institut von Johannes Sturm in Straßburg, bevor er mit seiner Familie nach Ulm zog. In Ulm absolvierte er die dortige Schule. Von dort kam er an die Universität Wittenberg. Anschließend setzte er an der Universität Tübingen sein Studium fort, an der er schließlich zum Doktor der Theologie promoviert wurde. In der Folgezeit wendete er sich vom Protestantismus ab und ging nach Augsburg.
Rabus fand Unterstützung von Petrus Canisius, Martin Eisengrein und Herzog Albrecht V. von Bayern, wurde durch die Jesuiten in Dillingen an der Donau am 30. November 1565 in die katholische Kirche aufgenommen und begann abermals ein Studium. Er studierte in Rom bei den Jesuiten am Collegium Germanicum, in Köln, in Mainz und in Dillingen. Danach wurde er beim Fürstbischof von Trient Kardinal Giovanni Ludovico Madruzzo zum Rat ernannt.
Rabus kehrte 1569 nach Köln zurück. 1571 erfolgte seine Priesterweihe. Danach wurde er durch Herzog Albrecht von Bayern zum Hofprediger ernannt. Zugleich wurde er Kanoniker am Stift Moosburg. 1573 war er außerdem an der Universität Ingolstadt.
Rabus kam 1579 nach Straubing. Dort war er zunächst Prediger. In dieser Zeit erhielt er den Titel eines Apostolischen Protonotar. Als im Zuge der Gegenreformation ein Kollegiatstift nach Straubing übertragen wurde, erhielt er im Oktober 1581 die Stelle als Stadtpfarrer und Kanonikus am Stift St. Jakob. 1583 legte er diese Ämter nieder, blieb aber als Prediger in Straubing. Dort starb er vermutlich auch.
Rabus erhielt insbesondere durch seine Schriften Bekanntheit.

## Werke (Auswahl)
- Kurtze und wolgegründte Antwort auff diese Frag: Ob ein catholischer Christ auch mit gutem Gewissen offt zum ... Sacrament des Altars gehen könne und solle, Cholin, Köln 1568.
- Aletheuticus, Rost, Köln 1569.
- Pro fide catholica Epistola apologetica, Cholin, Köln 1570.
- Ein kurtze doch christliche hochbewögliche und zu disen letzten Zeiten sehr nützliche Predig des H. Bischoffs und Martyrers Hippolyti von dem End der Welt, vom Antichrist und von der letzten Zukunfft unsers Herrn und Heylands Jesu Christi, Berg, München 1575.
- Jacob Rabus Beschreibung seiner Reise aus Bayern nach Rom im Jubeljahr 1575, 1576.
- Christlicher vnd wolgegründter Gegenbericht Von Mirackeln vnnd wunderzaichen, wie man dieselbigen auß Gottes wort, vnd nach Catholischer allgemainer warhait rechtgeschaffen erkennen vnnd vrthaylen soll, Mayer, Dillingen 1579.
- Christlichs Manual oder Handtbüchlein. Von rechtem Nutz vnd Frucht deß Walfartens, Vnd Mit was Christlicher Andacht, Weiß vnd Maß, fromme Kirchfarter, die Gedechtnussen vnd Gotsheuser, der gebenedeyten Mutter Gottes Marie, vnd anderer Heyligen besuchen sollen, Summer, Straubing 1685.